# Lautaro Acosta
Lautaro Germán Acosta (Glew, 14 de março de 1988) é um futebolista argentino que atua como atacante. Atualmente, joga pelo Lanús.

## Carreira

### Lanús
Lautaro Acosta se profissionalizou no Lanus, em 2006 atuando até 2008.

### Sevillla
Acosta se transferiu para o Sevilla em 29 de maio de 2008, por 7 milhões de euros.

### Volta ao Lanús
Em sua volta, em 2013 ele integrou o Club Atlético Lanús‎ na campanha vitoriosa da Copa Sul-Americana de 2013.

## Títulos
Lanús
- Campeonato Argentino: 2007 e 2016
- Copa Sul-Americana: 2013
- Copa Bicentenario: 2016
- Supercopa Argentina: 2016

Sevilla
- Copa do Rei: 2009–10